# Klan
En klan är en social grupp, oftast definierad genom släktskap. Klaner är ofta viktiga strukturer inom nomadkulturer. Ordet kommer ursprungligen från skotsk-gaeliskans clann (svenska: ”avkomma”, ”ätt”).
Klansamhällen är en av de vanligaste samhällsformerna i världen och har stor betydelse i samhällskontexter där statliga myndigheter inte är närvarande. I dessa uppfyller klansystemet vissa basala välfärdstjänster gällande skydd, trygghet och säkerhet.

## Europa
Före medeltiden var europeiska samhällen lika andra jordbrukssamhällen i världen: storfamiljerna var kittet som höll samman samhällena. Att odla grödor och skydda marktillgång krävde samarbete och att gifta sig med kusiner var en metod för att åstadkomma detta. Under 500-talet började den tidiga kyrkan formulera lagar och regler som förbjöd giftermål med kusiner och sysslingar. Förbudet försvagade institutioner baserade på släktband i samhället och därmed klanstrukturer som dittills präglat Europa. Denna försvagning skedde parallellt med framväxande av en annan uppsättning egenskaper i befolkningarna: individualism, icke-konformism och tillit till främlingar.

### Norden
I nordiska länder övergavs klansamhället i en process som varade mellan 1200- och 1600-talet och ersattes av statssamhälle. Samhället bygger istället på social tillit och tilltro till statsmakt och myndigheter. I Norden har beväpnade klaner därför inte haft samma betydelse under de senaste seklerna som i exempelvis Italien och Skottland, men under medeltiden fanns flera militanta grupperingar med politiska ambitioner. Följande exempel var baserade på vänskapslojalitet mer än på blodsband:
- Birkebeinarna, banditgäng i skogsbygderna mellan Värmland, Dalsland och Norge, som försökte ta makten av Norges kung
- Folkungar i Uppland

Klansamhällen i Sverige har i nutid återuppträtt som fenomen till följd av omfattande invandring från länder med kollektivistiska strukturer där klaner styr och skipar rätt.